# جنگ در دریا از هاوایی تا مالایا
جنگ در دریا از هاوایی تا مالایا (انگلیسی: The War at Sea from Hawaii to Malaya) یک فیلم جنگی حماسی ژاپنی محصول ۱۹۴۲ به کارگردانی کاجیرو یاماموتو با جلوه‌های ویژه توسط ایجی تسوبوریا است.